# Aramejski jezici
Aramejski jezici, jedna od dvije podskupine centralnosemitskih jezika kojima se danas služe razni narodi na području Izraela, Sirije, Iraka, Turske, Irana i Gruzije. Najvažniji je kaldejski novoaramejski, preko 206.000 širom svijeta, od čega sto do stodvadeset tisuća u Iraku.
a) istočni (17):
a1. Centralni (14):
a. sjeveroistočni/Northeastern (12): babilonski talmudski aramejski (†; tmr), bijil neoaramejski (bjf), bohtan neoaramejski (bhn), hértevin (hrt), hulaulá (huy), kildani (novokaldejski, kaldejski novoaramejski; cld), koy sanjaq surat (kqd), lishán didán (trg), lishana aturaya (aii), lishana deni (judeoaramejski; lsd), lishana didán (aij), senaya (syn);
b. sjeverozapadni/Northwestern (2): mlahsö, turoyo;
a2. mandejski/Mandaic (2): klasični mandejski (†), mandejski;
a3. sirski/Syriac. Turska
b) zapadni (2): samarijanski aramejski, zapadni novoaramejski (maalula); Povijesni: Židovski palestinski aramejski.

## Vanjske poveznice
- Ethnologue (14th)
- Ethnologue (15th)